# سیارک ۱۹۰۹۶
سیارک ۱۹۰۹۶ (به انگلیسی: 19096 Leonfridman، نامگذاری:1979TY1) نوزده هزار و نود و ششمین سیارک کشف شده‌است که در ۱۴ اکتبر ۱۹۷۹ کشف شد.
قدر مطلق سیارک برابر ۱۹.۵ است.